# Cerauno
Cerauno o Ceraunio o Cerano (in francese: Céran; ... – 621) fu il venticinquesimo vescovo di Parigi, in carica dall'anno 606 fino alla morte. È venerato come santo dalla Chiesa cattolica, che lo commemora il 27 settembre.

## Biografia
Durante il suo episcopato si tenne, nel 614 o nel 615, il primo concilio nazionale dei vescovi francesi (il quinto di Parigi), con settantanove partecipanti riuniti nella chiesa dei Santi Apostoli Pietro e Paolo (l'odierno Pantheon). Avendo una speciale devozione verso i santi martiri, Cerauno decise di scrivere degli Atti e ne parlò con un certo Varnahair o Varnaario, un chierico di Langres; questi gli fece avere gli atti di san Desiderio e quelli dei santi Speusippo, Elasippo, Melasippo e Leonilla.

## Culto
Nell'Alto Medioevo, Cerauno non è mai menzionato come santo; il primo documento a citarlo come tale è un'aggiunta, risalente al XI o al XII secolo, al martirologio di san Mederico. Il suo corpo venne esumato nella chiesa di Santa Genoveffa (ossia il Pantheon), assieme a quello di san Prudente, probabilmente nell'XI secolo, con lo scopo di promuoverne il culto, che rimase però di piccole dimensioni (veniva invocato contro il mal di denti). Come testimoniato da un disegno della collezione Gaignières, il sarcofago di Cerauno si trovava nella cripta della chiesa, in una nicchia a destra della tomba di santa Genoveffa; nel XIII secolo, le sue spoglie vennero spostate in una teca d'argento nell'altare di santa Clotilde. Nel 1793, durante la rivoluzione francese, le reliquie di san Cerauno (insieme a quelle di santa Clotilde e di sant'Alda), vennero bruciate da Rousselet, l'abate di Santa Genoveffa, per evitare che fossero profanate: le ceneri sono conservate nella chiesa di Saint-Leu-Saint-Gilles.